# 井出有治
井出 有治（いで ゆうじ、英: Yuji Ide 、1975年1月21日 - ）は、埼玉県浦和市（現：さいたま市浦和区）出身のレーシングドライバー、元F1ドライバー。

## プロフィール
- 身長：177cm
- 体重：70kg
- 血液型：RH+AB型
- 愛車：Mercedes-AMG GLC43、NISSAN SKYLINE GT-R R34
- 最終学歴：小松原高等学校（現：叡明高等学校）自動車科卒業

## レース経歴

### カート
1990年、15歳でレーシングカートを始める。1992年のカート選手権東関東シリーズA1クラスでランキング2位となり、ジャパンカートグランプリSSストッククラス全国大会で優勝を果たす。1993年には全日本カート選手権シリーズFAクラスに参戦した。

### フォーミュラ3
1994年より四輪レースにステップアップし、全日本F3選手権にデビューする。1998年までの5シーズンで完走率は高かったが、最高成績は9位と際立った成績が残せなかったため、1999年に一旦カテゴリーを下げてフォーミュラ・ドリーム（FD）に参戦し、松浦孝亮や柳田真孝らと争ってシリーズチャンピオンを獲得した。このフォーミュラ・ドリーム参戦は井出にとって賭けであり、シーズン開幕前、同年の井出のレース活動資金を援助をした鈴木亜久里から「今年のサポートはするけど、FDでチャンピオンを獲れなかったら引退」と言われていた。このFDシリーズチャンピオン獲得は鈴木亜久里が主宰するARTAからのフォーミュラ・ニッポンとSUPER GT参戦、そして短期間にはなったがF1への参戦につながった。
FDタイトル獲得後、2000年より再び全日本F3に参戦。無限×童夢PROJECTより参戦し、2勝を挙げてランキング2位を獲得。2001年のマカオグランプリでは総合5位に入賞した。
2002年はARTAプロジェクトと提携したフランスのシグナチュール・チームよりフランスF3選手権にフル参戦し、第9戦で予選2位グリッドからスタートするとオリビエ・プラ、ニコラ・ラピエールとの争いを制し優勝した。

### フォーミュラ・ニッポン
2003年にセルモより日本の最高峰カテゴリーであるフォーミュラ・ニッポンに参戦。予選順位では中団に埋もれるも、決勝レースではタイヤマネージメントを習得し、安定したペースで走行。ゴール時には上位に食い込む走りで、最終ランキングでチームメイトの松田次生よりも上位を獲得し評価を高める。
全日本GT選手権では、ホシノインパルよりカルソニックスカイラインで参戦し、ブノワ・トレルイエとのコンビで2勝をあげた。
2004年からはフォーミュラ・ニッポンでもホシノインパルに移籍し、最終戦までチャンピオン争いを展開してシリーズ3位を獲得。2005年は、引き続きインパルよりフォーミュラ・ニッポンとSUPER GT（旧・全日本GT選手権）に参戦し、フォーミュラ・ニッポンではシリーズ2位の成績を収めた。

### フォーミュラ1
2006年に鈴木亜久里率いる新チーム、スーパーアグリよりF1に参戦。チームメイトは佐藤琢磨で、史上初の日本人ドライバー2人のチームメイト参戦であった。

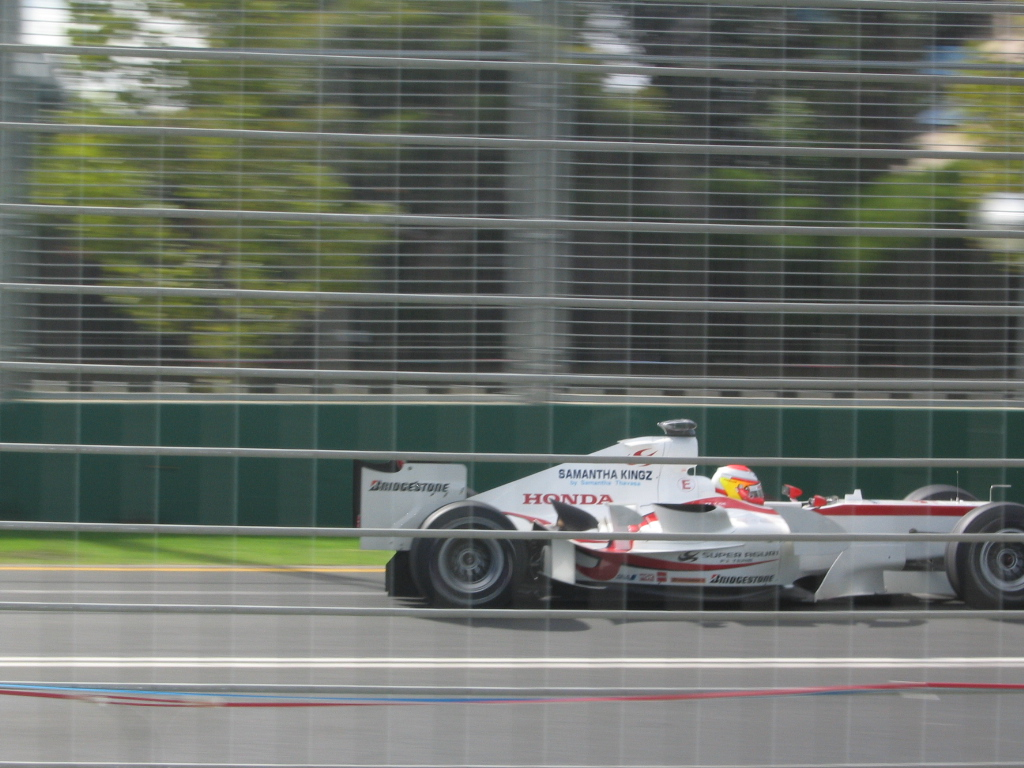
2006年オーストラリアGP

開幕戦バーレーンGPでF1デビューを果たしたが、様々な要因によって満足なテスト走行もできなかったうえ、かつ自身のマシンであるSA05がまともに走る代物ではない劣悪な状態である(詳しくは後述)ことから、フリー走行時よりトラブルが発生してクルマを止めるシーンが見られ、決勝では35周でリタイアとなった。第2戦マレーシアGPもメカニカルトラブルでリタイアした。第3戦オーストラリアGPでは初の完走（13位）を記録したが、第4戦サンマリノGPで、1周目にMF1のクリスチャン・アルバースと接触し、アルバースのマシンは横転しリタイアとなった。その接触によるダメージもあり、再びリタイアとなった。
ヨーロッパGP前にFIA側から、「テストドライバーとしてF1の経験を積ませるべきである」という助言があり、これをチームが受け入れたため、フランク・モンタニーにシートを譲った。その後5月10日に、FIAから井出のスーパーライセンスを取り消す旨の通告があったことがチームから発表された。これにより、井出が再びライセンスを手にするためには、F1に参戦している全チームの同意が必要となることから、シリーズへの出場が事実上不可能となった。シーズン途中に発給済みのスーパーライセンスが取り消しとなったのは、本件の井出が史上初であり、2024年末時点でも唯一の事例となっている。
この件に関しては、新規参入だったこともあり、準備が遅れ、チーム全体の実車でのテスト走行があまりできなかったことやそのあおりでマシンへの習熟もままならずにレースに参戦せざるを得なかったことがチームの公式見解となっている。また、アロウズのマシン設計を急遽転用したようにマシン開発の混乱などのチームの準備不足によって速い遅い以前に動かすのが精一杯なマシンで出走したことも背景にある。実際、シャシーナンバーが異なることから、井出の後任であるフランク・モンタニーや山本左近は井出が使用したマシンで出走しておらず、少なくとも井出のマシンに何らかの問題を抱えていることは示唆されていた。

### 国内レース復帰
2006年7月4日、チームの公式サイトおよび自身のサイトにおいて、7月8日から鈴鹿サーキットで開催されるフォーミュラ・ニッポン第4戦からDoCoMo TEAM DANDELION RACINGより参戦を発表し、最終戦までの6レースに出走した（なおスーパーアグリとの契約はシーズン終了まで有効だったため、形式としてはスーパーアグリからのレンタル移籍という形での参戦だった）。
また、SUPER GTにもNISMOから第6戦にスポット参戦した。井出は決勝レースのドライバー交代直後に他チームの車と接触。危険行為としてドライブスルーペナルティーを科せられた。しかし井出はピットからの呼びかけを無視し続け、さらにコントロールラインのオフィシャルからのサインボードの掲示を3周もの間無視しつづけ、黒旗を提示され失格となった。この失格処分によりNISMOは同年度の年間優勝を逃す結果となった。
SUPER GTを統括するGTアソシエイションは、かかる井出の行為を「タワーの表示を認識しない行為は、オフィシャルの存在を軽視した行為と同義」として、30万円の罰金と同年度の残りレースの井出のエントリーを拒否した。
2007年2月22日、鈴木亜久里率いるARTAのドライバーとして、フォーミュラ・ニッポンにフル参戦し、第5戦では3位表彰台を獲得した。一方SUPER GTには、第6戦・鈴鹿1000kmにサードドライバーとして出場している。この年から自動車セルビデオ「ベストモータリング」にレギュラー出演開始、モータージャーナリスト活動も行うようになる。
2008年は、ARTAのドライバーとして引き続きフォーミュラ・ニッポンにフル参戦し、加えてSUPER GTにチーム国光から細川慎弥とのコンビでフル参戦した。
2009年は、ARTAがフォーミュラ・ニッポンへの参戦を取りやめたこともあり、SUPER GTのみの参戦となり、引き続きチーム国光から参戦した。
2010年は、古巣のARTAからSUPER GTにラルフ・ファーマンとのコンビで参戦した他、MOTUL TEAM 無限からフォーミュラ・ニッポンに復帰した。
2011年は、一転レース活動を行わず、自らの新チームを立ち上げるための準備期間とすることを、自身のホームページで明らかにした後、新チームY's RACINGを立ちあげ、シビックワンメイクレースインターシリーズに第4戦より参戦した。
本人はレーシングドライバーとしての活動継続の道を模索していたものの、結局スポンサー確保などが難航し現役復帰が難しくなったことから、2013年2月に「レーシングドライバーとしてではなく、「第二の人生として」考えていた事業を進めていく」として、「引退」という表現こそ否定したものの事実上第一線を退く考えを明らかにした。ところが同年4月にはSUPER GT・GT300クラスに参戦するBonds Racingが折目遼に代わって井出をドライバーに起用することを発表し、一転して現役復帰した。ただ復帰戦を最後にそのBonds Racingが活動を休止したため、2013年のレース参戦はこの1戦のみとなった。
2014年は韓国のECSTA RACINGに加入し、SUPERRACE CHAMPIONSHIP・スーパー6000クラスに参戦。ドライバーズランキング5位、チームランキング3位という結果に終わった。
2015年はSUPER GT・GT300クラスのUPGARAGE with BANDOHからマルコ・アスマーの代役として開幕戦に参戦。第2戦も第3ドライバーとして登録された。
2017年は、SUPER GT・GT300クラスへEIcars BENTLEY TTO(アイカーズ・ベントレー・テラモト・テクニカル・オフィス)から、阪口良平とのコンビで参戦することが発表された。マシンはベントレー・コンチネンタルGT3。
2022年に道上龍率いるドラゴ・コルセから日産・GT-R NISMO GT3で4年ぶりにSUPER GT・GT300クラスに復帰。パートナーは柳田真孝で、2001年のハセミモータースポーツで参戦以来21年ぶりのコンビとなった。

## レース戦績
- 1990年 - レーシングカートにデビュー
- 1991年 - 関東ナショナルカップカート競技選手権＜最終戦 スポット参戦＞（優勝）
- 1992年
  - 地方カート選手権東関東シリーズA1クラス（シリーズ2位）
  - ジャパンカートグランプリSSストッククラス全国大会（優勝）
- 1993年 - 全日本カート選手権シリーズFAクラス
- 1994年 - 全日本F3選手権＜Rd.1-5,10 スポット参戦＞（#19 BLUE MAX☆033F→boutigue Z ☆ 033F→Dallara F393 MUGEN／トムス033F トヨタ・トムス3S-GE→ダラーラF393 無限MF204）
- 1995年 - 全日本F3選手権・Jクラス＜Rd.1-3,5,6,8-10 スポット参戦＞（アサダレーシング #11 Fboutigue 22 F393／ダラーラF393 無限MF204）
- 1996年 - 全日本GT選手権・GT300クラス＜Rd.3 スポット参戦＞（HOSHINO RACING #12 パーソンズ・シルビア／シルビアS14 SR20DET）
- 1997年 - 全日本F3選手権＜Rd.1,2 スポット参戦＞（アサダレーシング  #10 M-digital F396／ダラーラF396 無限MF204）
- 1998年 - 全日本F3選手権＜Rd.1〜7 スポット参戦＞（NOW MOTOR SPORTS #33 5ZIGEN・DALLARA／ダラーラF396 トヨタ・トムス3S-GE）
- 1999年
  - 全日本GT選手権・GT300クラス（NISMO #15 ザナビィARTAシルビア／シルビア S15 SR20DET）（シリーズ2位・3勝）
  - フォーミュラドリーム（シリーズチャンピオン）
- 2000年
  - 全日本F3選手権（無限×童夢プロジェクト #11 FドリームARTA無限／ダラーラF300 無限MF204B）（シリーズ2位）
  - 全日本GT選手権・GT500クラス＜Rd.1 スポット参戦＞（NISMO #2 カストロール・ニスモGT-R／スカイラインGT-R  BNR34 RB26DETT）
  - インターナショナル ポッカ1000km・GT500クラス（無限×童夢プロジェクト #16 無限×童夢NSX）（決勝DNF）
- 2001年
  - 全日本F3選手権（ThreeBond Racing #12 ThreeBond／ダラーラF309→F301 ThreeBond NISSAN SR20VE）（シリーズ5位）
  - 全日本GT選手権・GT300クラス（ハセミ･モータースポーツ #3 ユニシアジェックスシルビア／シルビア S15 SR20DET）（シリーズ4位）
- 2002年 - フランスF3選手権（シリーズ7位）
- 2003年
  - 全日本選手権フォーミュラ・ニッポン（COSMO OIL RACING TEAM CERUMO #12／ローラB351 無限MF308）（シリーズ7位）
  - 全日本GT選手権・GT500クラス（TEAM IMPUL #12 カルソニックスカイライン／スカイラインGTR  BNR34 VQ30DETT）（シリーズ4位・2勝）
- 2004年
  - 全日本選手権フォーミュラ・ニッポン（mobilecast TEAM IMPUL #20／ローラB351 無限MF308）（シリーズ3位・1勝）
  - 全日本GT選手権・GT500クラス（TEAM IMPUL #12 カルソニックインパルZ／フェアレディZ Z33 VQ30DETT）（シリーズ11位・1勝）
  - スーパー耐久シリーズ・Class3（RS中春 #245 モバイルキャスト アドバン Z／フェアレディZ Z33 VQ35DE）（シリーズチャンピオン）
- 2005年
  - 全日本選手権フォーミュラ・ニッポン（mobilecast TEAM IMPUL #20／ローラB351 無限MF308）（シリーズ2位・2勝）
  - SUPER GT・GT500クラス（TEAM IMPUL #12 カルソニックインパルZ／フェアレディZ Z33 VQ30DETT）（シリーズ11位）
- 2006年
  - 全日本選手権フォーミュラ・ニッポン＜Rd.4〜9＞（DoCoMo DANDELION #41／ローラB06/51 HF386E）
  - SUPER GT・GT500クラス＜Rd.6 スポット参戦＞（NISMO #23 XANAVI NISMO Z／フェアレディZ Z33 VQ30DETT）
- 2007年
  - 全日本選手権フォーミュラ・ニッポン（AUTOBACS RACING TEAM AGURI #55／ローラB06/51 HF386E）（シリーズ13位）
  - SUPER GT・GT500クラス＜Rd.6 スポット参戦＞（AUTOBACS RACING TEAM AGURI #8 ARTA NSX／NSX NA2 C32B）
- 2008年
  - 全日本選手権フォーミュラ・ニッポン（AUTOBACS RACING TEAM AGURI #55／ローラB06/51 HF386E）（シリーズ13位）
  - SUPER GT・GT500クラス（TEAM KUNIMITSU #100 RAYBRIG NSX／NSX NA2 C32B）（シリーズ11位）
- 2009年 - SUPER GT・GT500クラス（TEAM KUNIMITSU #100 RAYBRIG NSX／NSX NA2 C32B）（シリーズ13位）
- 2010年
  - 全日本選手権フォーミュラ・ニッポン（MOTUL TEAM 無限 #16／スウィフト017.n HR10E）（シリーズ15位）
  - SUPER GT・GT500クラス（AUTOBACS RACING TEAM AGURI #8 ARTA HSV-010／HSV-010 HR10EG）（シリーズ11位・1勝）
- 2011年 - シビックワンメイクレース インターシリーズ＜Rd.4&5 スポット参戦＞
- 2015年 - SUPER GT・GT300クラス（TEAM UPGARAGE with BANDOH #18 UPGARAGE BANDOH 86／86 ZN6 GTA V8）（シリーズ25位）
- 2017年 - SUPER GT・GT300クラス（EIcars BENTLEY TTO #117 EIcars BENTLEY GT3）
- 2018年 - SUPER GT・GT300クラス（EIcars BENTLEY #117 EIcars BENTLEY GT3）
- 2022年 - SUPER GT・GT300クラス＜Rd.1～3＞（BUSOU Drago Corse #34 BUSOU raffinee GT-R）（シリーズ20位）

### フォーミュラ

#### 全日本フォーミュラ3選手権
| 年     | チーム                 | シャーシ      | エンジン  | クラス | 1        | 2       | 3      | 4       | 5       | 6        | 7      | 8      | 9        | 10     | 11    | 12     | 13     | 14     | 15     | 16     | 17     | 18     | 19     | 順位 | ポイント |
| ------ | ---------------------- | ------------- | --------- | ------ | -------- | ------- | ------ | ------- | ------- | -------- | ------ | ------ | -------- | ------ | ----- | ------ | ------ | ------ | ------ | ------ | ------ | ------ | ------ | ---- | -------- |
| 1994年 | アクティブ             | トムス 033F   | トヨタ    |        | SUZ 14   | FSW Ret | TSU 17 | SUZ Ret | SEN 20  | TOK      | MIN    | TAI    | SUG      |        |       |        |        |        |        |        |        |        |        | NC   | 0        |
| 1994年 | アサダレーシング       | ダラーラ F393 | 無限      |        |          |         |        |         |         |          |        |        |          | SUZ 10 |       |        |        |        |        |        |        |        |        | NC   | 0        |
| 1995年 | アサダレーシング       | ダラーラ F393 | 無限      | J      | SUZ 12   | TSU 12  | MIN    | SUZ Ret | TAI Ret | SUG      | FSW 14 | SUZ 10 | SEN 11   |        |       |        |        |        |        |        |        |        |        | 4位  | 22       |
| 1997年 | アサダレーシング       | ダラーラF396  | 無限      |        | SUZ Ret  | TSU Ret | MIN    | FSW     | SUZ     | SUG      | SEN    | TRM    | FSW      | SUZ    |       |        |        |        |        |        |        |        |        | NC   | 0        |
| 1998年 | NOW MOTOR SPORTS       | ダラーラF396  | トヨタ    |        | SUZ 9    | TSU 10  | MIN 16 | FSW 16  | TRM Ret | SUZ 19   | SUG 13 | TAI    | SEN      | SUG    |       |        |        |        |        |        |        |        |        | NC   | 0        |
| 2000年 | 無限×童夢 プロジェクト | ダラーラ F300 | 無限      |        | SUZ Ret  | TSU 1   | FSW 6  | MIN 3   | TAI 6   | SUZ 2    | SUG 5  | TRM 3  | SEN 6    | SUZ 1  |       |        |        |        |        |        |        |        |        | 2位  | 35       |
| 2001年 | ThreeBond Racing       | ダラーラ F399 | ThreeBond |        | SUZ1 Ret | SUZ2 4  | TSU1 7 | TSU2 7  | FSW1 5  | FSW2 Ret | MIN1 4 | MIN1 3 | TRM1 Ret | TRM2 5 | SUZ 5 | SUG1 5 | SUG2 5 | SEN1 6 | SEN2 6 | TAI1 5 | TAI2 8 | TRM1 8 | TRM2 8 | 5位  | 100      |

- 太字はポールポジション、斜字はファステストラップ。(key)

#### フランス・フォーミュラ3選手権
| 年     | チーム               | シャーシ      | エンジン | 1      | 2      | 3      | 4      | 5      | 6      | 7      | 8      | 9        | 10     | 11     | 12       | 13      | 14      | 順位 | ポイント |
| ------ | -------------------- | ------------- | -------- | ------ | ------ | ------ | ------ | ------ | ------ | ------ | ------ | -------- | ------ | ------ | -------- | ------- | ------- | ---- | -------- |
| 2002年 | ARTA・シグナチュール | ダラーラ F302 | ルノー   | NOG1 9 | NOG2 4 | LED1 5 | LED2 3 | DIJ1 8 | DIJ2 8 | CRO1 2 | CRO2 1 | ALB1 Ret | ALB2 8 | BUG1 8 | BUG2 Ret | MAG1 13 | MAG2 12 | 7位  | 84       |

(key)

#### フォーミュラ・ニッポン
| 年     | チーム                       | シャーシ          | エンジン | 1      | 2      | 3      | 4       | 5       | 5        | 6       | 6        | 7        | 7       | 8       | 9      | 10    | 順位 | ポイント |
| ------ | ---------------------------- | ----------------- | -------- | ------ | ------ | ------ | ------- | ------- | -------- | ------- | -------- | -------- | ------- | ------- | ------ | ----- | ---- | -------- |
| 2003年 | COSMO OIL RACING TEAM CERUMO | ローラ・B351      | 無限     | SUZ 4  | FSW 7  | MIN 3  | TRM 2   | SUZ 7   | SUZ 7    | SUG 10  | SUG 10   | FSW Ret  | FSW Ret | MIN 3   | TRM 12 | SUZ 5 | 7位  | 19       |
| 2004年 | mobilecast TEAM IMPUL        | ローラ・B351      | 無限     | SUZ 12 | SUG 2  | TRM 2  | SUZ 3   | SUG 7   | SUG 7    | MIN 7   | MIN 7    | SEP 10   | SEP 10  | TRM 1   | SUZ 2  |       | 3位  | 32       |
| 2005年 | mobilecast TEAM IMPUL        | ローラ・B351      | 無限     | TRM 2  | SUZ 1  | SUG 5  | FSW 7   | SUZ 8   | SUZ 8    | MIN 1   | MIN 1    | FSW 3    | FSW 3   | TRM 4   | SUZ 3  |       | 2位  | 39       |
| 2006年 | DoCoMo TEAM DANDELION RACING | ローラ・B06/51    | ホンダ   | FSW    | SUZ    | TRM    | SUZ 12  | AUT 12  | AUT 12   | FSW 11  | FSW 11   | SUG Ret  | SUG Ret | TRM Ret | SUZ 10 |       | NC   | 0        |
| 2007年 | AUTOBACS RACING TEAM AGURI   | ローラ・B06/51    | ホンダ   | FSW 14 | SUZ 10 | TRM 16 | OKA Ret | SUZ 3   | SUZ 3    | FSW 16  | FSW 16   | SUG Ret  | SUG Ret | TRM Ret | SUZ 10 |       | 13位 | 6        |
| 2008年 | AUTOBACS RACING TEAM AGURI   | ローラ・B06/51    | ホンダ   | FSW 9  | SUZ 18 | TRM 15 | OKA Ret | SUZ1 15 | SUZ2 Ret | TRM1 12 | TRM2 Ret | FSW1 Ret | FSW2 19 | SUG 17  |        |       | 19位 | 2        |
| 2010年 | MOTUL TEAM 無限              | スウィフト・017.n | ホンダ   | SUZ 9  | TRM 9  | FSW 10 | TRM 9   | SUG 9   | SUG 9    | AUT Ret | AUT Ret  | SUZ1 8   | SUZ2 8  |         |        |       | 15位 | 1        |

- 太字はポールポジション、斜字はファステストラップ。(key)

#### フォーミュラ1
| 年     | チーム         | Car. No. | ランキング | 獲得ポイント | 決勝最高位・回数 | 表彰台回数 | 予選最高位・回数 |
| 2006年 | スーパーアグリ | 23       | 25位       | 0            | 13位             | 0回        | 21位             |
| ------ | -------------- | -------- | ---------- | ------------ | ---------------- | ---------- | ---------------- |

| 年     | チーム         | シャシー | 1       | 2       | 3      | 4       | 5   | 6   | 7   | 8   | 9   | 10  | 11  | 12  | 13  | 14  | 15  | 16  | 17  | 18  | WDC  | ポイント |
| ------ | -------------- | -------- | ------- | ------- | ------ | ------- | --- | --- | --- | --- | --- | --- | --- | --- | --- | --- | --- | --- | --- | --- | ---- | -------- |
| 2006年 | スーパーアグリ | SA05     | BHR Ret | MAL Ret | AUS 13 | SMR Ret | EUR | ESP | MON | GBR | CAN | USA | FRA | GER | HUN | TUR | ITA | CHN | JPN | BRA | 25位 | 0        |

(key)

### 全日本GT選手権/SUPER GT
| 年     | チーム                     | 使用車両                       | クラス | 1       | 2       | 3       | 4       | 5       | 6       | 7      | 8       | 9       | 順位 | ポイント |
| ------ | -------------------------- | ------------------------------ | ------ | ------- | ------- | ------- | ------- | ------- | ------- | ------ | ------- | ------- | ---- | -------- |
| 1996年 | HOSHINO RACING             | 日産・シルビア                 | GT300  | SUZ     | FSW     | SEN Ret | FSW     | SUG     | MIN     |        |         |         | NC   | 0        |
| 1999年 | NISMO                      | 日産・シルビア                 | GT300  | SUZ 9   | FSW Ret | SUG 1   | MIN 1   | FSW Ret | TAI 1   | TRM 4  |         |         | 2位  | 72       |
| 2000年 | NISMO                      | 日産・スカイラインGT-R         | GT500  | TRM 5   | FSW     | SUG     | FSW     | TAI     | MIN     | SUZ    |         |         | 22位 | 6        |
| 2001年 | ハセミモータースポーツ     | 日産・シルビア                 | GT300  | TAI 6   | FSW 2   | SUG 12  | FSW 2   | TRM 9   | SUZ 2   | MIN 12 |         |         | 4位  | 53       |
| 2003年 | TEAM IMPUL                 | 日産・スカイラインGT-R         | GT500  | TAI 12  | FSW 2   | SUG Ret | FSW 1   | FSW 16  | TRM 6   | AUT 11 | SUZ 1   |         | 4位  | 64       |
| 2004年 | TEAM IMPUL                 | 日産・フェアレディZ            | GT500  | TAI 8   | SUG 10  | SEP Ret | TOK 11  | TRM Ret | AUT 5   | SUZ 1  |         |         | 11位 | 35       |
| 2005年 | TEAM IMPUL                 | 日産・フェアレディZ            | GT500  | OKA Ret | FSW 15  | SEP 8   | SUG 5   | TRM 3   | FSW 13  | AUT 4  | SUZ 9   |         | 11位 | 35       |
| 2006年 | NISMO                      | 日産・フェアレディZ            | GT500  | SUZ     | OKA     | FSW     | SEP     | SUG     | SUZ DSQ | TRM    | AUT     | FSW     | NC   | 0        |
| 2007年 | Autobacs Racing Team Aguri | ホンダ・NSX                    | GT500  | SUZ     | OKA     | FSW     | SEP     | SUG     | SUZ 2   | TRM    | AUT     | FSW     | 18位 | 15       |
| 2008年 | TEAM KUNIMITSU             | ホンダ・NSX                    | GT500  | SUZ 13  | OKA 9   | FSW 4   | SEP 5   | SUG 5   | SUZ 2   | TRM 16 | AUT 9   | FSW Ret | 11位 | 41       |
| 2009年 | TEAM KUNIMITSU             | ホンダ・NSX                    | GT500  | OKA 7   | SUZ 12  | FSW 11  | SEP 4   | SUG 4   | SUZ 9   | FSW 12 | AUT 6   | TRM 8   | 13位 | 29       |
| 2010年 | Autobacs Racing Team Aguri | ホンダ・HSV-010 GT             | GT500  | SUZ Ret | OKA 6   | FSW 11  | SEP 11  | SUG 12  | SUZ 1   | FSW C  | TRM 7   |         | 11位 | 29       |
| 2013年 | Bonds Racing               | 日産・GT-R NISMO GT3           | GT300  | OKA     | FSW 5   | SEP     | SUG     | SUZ     | FSW     | AUT    | TRM     |         | 20位 | 6        |
| 2015年 | TEAM UPGARAGE with BANDOH  | トヨタ・86 MC                  | GT300  | OKA 19  | FSW Ret | CHA Ret | FSW Ret | SUZ     | SUG     | AUT 9  | TRM Ret |         | 25位 | 2        |
| 2017年 | EIcars BENTLEY TTO         | ベントレー・コンチネンタル GT3 | GT300  | OKA 20  | FSW 16  | AUT 19  | SUG     | FSW 18  | SUZ Ret | CHA    | TRM 22  |         | NC   | 0        |
| 2018年 | EIcars BENTLEY             | ベントレー・コンチネンタル GT3 | GT300  | OKA 21  | FSW 22  | SUZ 18  | CHA     | FSW 13  | SUG 15  | AUT 18 | TRM 19  |         | NC   | 0        |
| 2022年 | BUSOU Drago CORSE          | 日産・GT-R NISMO GT3           | GT300  | OKA 11  | FSW 2   | SUZ 6   | FSW     | SUZ     | SUG     | AUT    | MOT     |         | 20位 | 12.5     |

- 太字はポールポジション、斜字はファステストラップ。(key)

## 出演番組
- フォーミュラ・ニッポンTV（フジテレビ739、2004年 - 2008年3月）- 司会
- 踊る！さんま御殿！！（日本テレビ）
- 鈴木亜久里 produce F1 EXPRESS（FM NACK5）- パーソナリティ
- ライオンのグータッチ（フジテレビ）グータッチサポーター

## 人物
- 全日本F3に参戦していた1996、97年は知人の紹介で星野一義の付き人となり、当時星野が参戦していた全日本GT選手権、全日本ツーリングカー選手権、フォーミュラ・ニッポン全てに帯同し、身の回りの世話をしていた。星野からは「走り始めたらピットの中なんかいるなよ。コースサイド行ってオレの走りを見ておけ！」と言われたという[9]。だが、其の付き人時代は良い経験になったとの事。
- フォーミュラドリーム後の2年間を、｢F1ドライバーになるために走るレース｣でなく、｢プロとして闘うレース＝スポンサーやチームへ結果を残すためにプレッシャーを感じながら戦うレース｣を勉強しながら知った事が良い経験だったと語っている[10]。
- フォーミュラ・ニッポン一年目は並行して参戦していた全日本GT選手権で得たギャラから賄う形での資金的に苦しい状態での参戦だった。二年目にはホシノインパルに移籍したが、オフシーズン中にセパン・サーキットで本山哲がブリヂストンのタイヤテストを実施する事から星野から「勉強してこい」と進言で帯同した。テスト最終日の終り頃に現場スタッフから「乗れ」と言われて急遽乗車し、好タイムをマーク。それが星野から評価され、シートに繋がった。
- 2022年の4月22日に一般女性と結婚した事を公表。同年の9月20日に第一子となる女児を出産した事も公表した[11]。

## 新東京サーキット
2020年9月10日付で、千葉県市原市の新東京サーキットのオーナーとなり、レーシングカートサーキットの経営を始める。しかしオーナーとなるが、新東京サーキットの共同経営者である若濱真之介の本業であるフラワーペイメント株式会社は2021年2月不正に顧客情報を書き換える「熊本電力での違法なスイッチング行為」など数々のトラブルを起こすことになる。2021年7月熊本電力の主張が認められ仮処分が下る。翌月の2021年8月サーキットスタッフから新型コロナウイルスのクラスター感染が発生するが、若濱真之介はそれを隠蔽して営業を行っていたことが発覚。結果、SNSを中心に利用者から多くの不満の声が上がる。井出はスタッフが療養中にひとりでサーキット営業を行っていた2021年8月28日に不可解な形で代表取締役解任となる。その後は損害賠償等請求事件（名誉棄損）及び、株主総会決議不存在確認等請求事件として訴えを起こし、千葉地方裁判所にて係争が続いていたが、2024年2月21日に双方間で和解が成立。同3月1日付けで井出が取締役に復帰したことが、新東京サーキット側より発表された。